# NBA Development League 2014-2015
La stagione della NBA Development League 2014-2015 è stata la quattordicesima edizione della NBA D-League. La stagione si è conclusa con la vittoria dei Santa Cruz Warriors, che hanno sconfitto i Fort Wayne Mad Ants 2-0 nella serie finale, in una sorta di replay della finale della stagione precedente.

## Squadre partecipanti
Gli Springfield Armor si sono trasferiti a Walker nel Michigan, assumendo la nuova denominazione di Grand Rapids Drive. Anche i Tulsa 66ers si trasferirono, ad Oklahoma City, assumendo la denominazione di Oklahoma City Blue. Gli Austin Toros cambiarono denominazione in Austin Spurs. Venne ammessa inoltre la nuova squadra dei Westchester Knicks.
- Austin Spurs
- Bakersfield Jam
- Canton Charge
- Delaware 87ers
- Erie BayHawks
- F.W. Mad Ants
- G. Rapids Drive
- Idaho Stampede
- Iowa Energy

- L.A. D-Fenders
- Maine Red Claws
- Oklahoma Blue
- Reno Bighorns
- R.G.V. Vipers
- S.C. Warriors
- S. Falls Skyforce
- Texas Legends
- Westch. Knicks

## Classificaregular season

### Eastern Conference

#### East division
| Squadra             | V  | P  | PCT  | GB |
| ------------------- | -- | -- | ---- | -- |
| Maine Red Claws (1) | 35 | 15 | 70,0 | -  |
| Canton Charge (3)   | 31 | 19 | 62,0 | 4  |
| Erie BayHawks       | 24 | 26 | 48,0 | 11 |
| Delaware 87ers      | 20 | 30 | 40,0 | 15 |
| Westchester Knicks  | 10 | 40 | 20,0 | 25 |

#### Central division
| Squadra                  | V  | P  | PCT  | GB |
| ------------------------ | -- | -- | ---- | -- |
| Sioux Falls Skyforce (2) | 29 | 21 | 58,0 | -  |
| Fort Wayne Mad Ants (4)  | 28 | 22 | 56,0 | 1  |
| Iowa Energy              | 26 | 24 | 52,0 | 3  |
| Grand Rapids Drive       | 23 | 27 | 46,0 | 6  |

### Western Conference

#### Southwest division
| Squadra                  | V  | P  | PCT  | GB |
| ------------------------ | -- | -- | ---- | -- |
| Austin Spurs (2)         | 32 | 18 | 64,0 | -  |
| Oklahoma City Blue (4)   | 28 | 22 | 56,0 | 4  |
| Rio Grande Valley Vipers | 27 | 23 | 54,0 | 5  |
| Texas Legends            | 22 | 28 | 44,0 | 10 |

#### West division
| Squadra                 | V  | P  | PCT  | GB |
| ----------------------- | -- | -- | ---- | -- |
| Santa Cruz Warriors (1) | 35 | 15 | 70,0 | -  |
| Bakersfield Jam (3)     | 29 | 21 | 58,0 | 1  |
| Reno Bighorns           | 27 | 23 | 54,0 | 15 |
| Los Angeles D-Fenders   | 24 | 26 | 48,0 | 18 |
| Idaho Stampede          | 24 | 26 | 48,0 | 26 |

## Playoffs

### Tabellone
|  | Quarti di finale | Quarti di finale | Quarti di finale |               |                   | Semifinali    | Semifinali | Semifinali |  |  | Finale | Finale        | Finale |
|  |                  |                  |                  |               |                   |               |            |            |  |  |        |               |        |
|  | 1.               | Maine Red Claws  | 0                |               |                   |               |            |            |  |  |        |               |        |
|  | 4.               | F.W. Mad Ants    | 2                |               |                   |               |            |            |  |  |        |               |        |
|  | 4.               | F.W. Mad Ants    | 2                |               | 4.                | F.W. Mad Ants | 2          |            |  |  |        |               |        |
|  |                  |                  |                  |               | 4.                | F.W. Mad Ants | 2          |            |  |  |        |               |        |
|  |                  | 3.               | Canton Charge    | 0             |                   |               |            |            |  |  |        |               |        |
|  | 2.               | 3.               | Canton Charge    | 0             | S. Falls Skyforce | 1             |            |            |  |  |        |               |        |
|  | 2.               |                  |                  |               | S. Falls Skyforce | 1             |            |            |  |  |        |               |        |
|  | 3.               | Canton Charge    | 2                |               |                   |               |            |            |  |  |        |               |        |
|  |                  |                  |                  |               |                   |               |            |            |  |  | 4.     | F.W. Mad Ants | 0      |
|  |                  |                  | 1.               | S.C. Warriors | 2                 |               |            |            |  |  |        |               |        |
|  | 1.               | S.C. Warriors    | 2                |               |                   |               |            |            |  |  |        |               |        |
|  | 4.               | Oklahoma Blue    | 0                |               |                   |               |            |            |  |  |        |               |        |
|  | 4.               | Oklahoma Blue    | 0                |               | 1.                | S.C. Warriors | 2          |            |  |  |        |               |        |
|  |                  |                  |                  |               | 1.                | S.C. Warriors | 2          |            |  |  |        |               |        |
|  |                  | 2.               | Austin Spurs     | 1             |                   |               |            |            |  |  |        |               |        |
|  | 2.               | 2.               | Austin Spurs     | 1             | Austin Spurs      | 2             |            |            |  |  |        |               |        |
|  | 2.               |                  |                  |               | Austin Spurs      | 2             |            |            |  |  |        |               |        |
|  | 3.               | Bakersfield Jam  | 1                |               |                   |               |            |            |  |  |        |               |        |

### NBA D-League Finals
Gara 1
| Fort Wayne 23 aprile 2015 | Fort Wayne Mad Ants | 115 – 119 referto | Santa Cruz Warriors | Allen County War Memorial Coliseum |

Gara 2
| Santa Cruz 26 aprile 2015 | Santa Cruz Warriors | 109 – 96 referto | Fort Wayne Mad Ants | Kaiser Permanente Arena |

| Campione NBA Development League 2014-2015 |
| ----------------------------------------- |
| Santa Cruz Warriors 2º titolo             |

## Statistiche
| Categoria             | Giocatore         | Squadra              | Stat |
| --------------------- | ----------------- | -------------------- | ---- |
| Punti per gara        | Brady Heslip      | Reno Bighorns        | 24,5 |
| Rimbalzi per gara     | Jarrid Famous     | Iowa / Texas         | 14,9 |
| Assist per gara       | Larry Drew        | Sioux Falls Skyforce | 9,6  |
| Palle rubate per gara | Langston Galloway | Westchester Knicks   | 2,7  |
| Stoppate per gara     | Sim Bhullar       | Reno Bighorns        | 3,9  |
| FG%                   | Sim Bhullar       | Reno Bighorns        | 72,7 |
| FT%                   | Seth Curry        | Erie BayHawks        | 92,5 |
| 3FG%                  | Reggie Williams   | Oklahoma City Blue   | 49,2 |

## Premi NBA D-League
- NBA Development League Most Valuable Player Award: Tim Frazier, Maine Red Claws
- NBA Development League Finals Most Valuable Player Award: Elliot Williams, Santa Cruz Warriors
- NBA Development League Rookie of the Year Award: Tim Frazier, Maine Red Claws
- NBA Development League Defensive Player of the Year Award: Aaron Craft, Santa Cruz Warriors
- Dennis Johnson Coach of the Year Award: Scott Morrison, Maine Red Claws
- NBA Development League Impact Player of the Year Award: Jerel McNeal, Bakersfield Jam
- NBA Development League Most Improved Player Award: Joe Jackson, Bakersfield Jam
- Jason Collier Sportsmanship Award: Renaldo Major, Bakersfield Jam
- NBA Development League Executive of the Year Award: Tim Salier, Austin Spurs
- All-NBDL First Team
  - Tim Frazier, Maine Red Claws
  - Seth Curry, Erie BayHawks
  - Jerrelle Benimon, Idaho Stampede
  - Willie Reed, Grand Rapids Drive
  - Earl Barron, Bakersfield Jam
- All-NBDL Second Team
  - Bryce Cotton, Austin Spurs
  - Chris Babb, Maine Red Claws
  - Elliot Williams, Santa Cruz Warriors
  - Arinze Onuaku, Canton Charge
  - James Michael McAdoo, Santa Cruz Warriors
- All-NBDL Third Team
  - Jerel McNeal, Bakersfield Jam
  - Jabari Brown, Los Angeles D-Fenders
  - Damien Wilkins, Iowa Energy
  - Adonis Thomas, Grand Rapids Drive
  - Eric Griffin, Texas Legends
- All-NBDL All-Defensive First Team
  - Aaron Craft, Santa Cruz Warriors
  - Fuquan Edwin, Sioux Falls Skyforce
  - Willie Reed, Grand Rapids Drive
  -  Clint Capela, Rio Grande Valley Vipers
  -  Khem Birch, Sioux Falls Skyforce
- All-NBDL All-Defensive Second Team
  - Tim Frazier, Maine Red Claws
  - Joe Jackson, Bakersfield Jam
  -  Thanasīs Antetokounmpo, Westchester Knicks
  - Eric Griffin, Texas Legends
  -  Sim Bhullar, Reno Bighorns
- All-NBDL All-Defensive Third Team
  - Chris Babb, Maine Red Claws
  - Dominique Sutton, Santa Cruz Warriors
  - Jonathon Simmons, Austin Spurs
  -  Ognjen Kuzmić, Santa Cruz Warriors
  -  Hasheem Thabeet, Grand Rapids Drive
- All-NBDL All-Rookie First Team
  - Tim Frazier, Maine Red Claws
  - Bryce Cotton, Austin Spurs
  - Jerrelle Benimon, Idaho Stampede
  - James Michael McAdoo, Santa Cruz Warriors
  -  Khem Birch, Sioux Falls Skyforce
- All-NBDL All-Rookie Second Team
  - David Stockton, Reno Bighorns
  - Jabari Brown, Los Angeles D-Fenders
  - C.J. Fair, Fort Wayne Mad Ants
  - Shawn Jones, Sioux Falls Skyforce
  -  Talib Zanna, Oklahoma City Blue
- All-NBDL All-Rookie Third Team
  - Andre Dawkins, Sioux Falls Skyforce
  - Roscoe Smith, Los Angeles D-Fenders
  - Semaj Christon, Oklahoma City Blue
  - David Wear, Reno Bighorns
  -  Sim Bhullar, Reno Bighorns